# Sisyrinchium
Sisyrinchium es un gran género de plantas perennes estacionales nativas de América que pertenece a la familia Iridaceae. Comprende aproximadamente 150 especies, distribuidas por todo el continente americano, desde Groenlandia y el norte de Canadá hasta Tierra del Fuego y las Islas Malvinas. 
Hay especies ampliamente distribuidas, como S. iridifolium (desde México hasta Tierra del Fuego) y otras con un hábitat sumamente restringido (como S. filifolium de las Islas Malvinas). 

## Descripción
Las plantas de este género presentan un rizoma persistente, o una corona corta y erecta, con las raíces fibrosas, o bien engrosadas e hinchadas y suculentas. También comprende plantas anuales sin rizoma ni raíces suculentas. Las hojas son lanceoladas a lineares, ocasionalmente cilíndricas. El escapo es simple o diversamente ramificado, angular, a veces alado, que comprende uno o varios entrenudos; las espatas pueden ser iguales o desiguales. Las flores son actinomorfas, pediceladas, usualmente amarillas o azules a moradas con el centro amarillo, ocasionalmente blanquecinas; los tépalos son separados y subiguales. El fruto es una cápsula de globosa a ovoide. Las semillas son globosas, usualmente negruzcas. El género presenta dos números cromosómicos básicos, x=8 y 9. La poliploidía es frecuente en el género, hallándose especies desde tetra- hasta  octoploides.
Algunas especies de Sisyrinchium junto con los géneros Phaiophleps, Chamelum, y Ona han sido incluidas en el género Olsynium. 